# Pierre de Châtelus
Pierre de Châtelus, Chastelus ou encore Châlus, mort en février 1352, est un ecclésiastique français du XIVe siècle.

## Biographie

### Origines
La date de naissance de Pierre de Châtelus (de Castro Lucio) reste inconnue. Son nom se retrouve, dans la documentation, sous diverses formes, avec ou sans la particule de : Chalus,, Châlus, Chatelus, Chastel(l)us,, ou encore Chastellux,.
Sa famille est originaire d'un château de Châlus ou Châtelus, en Limousin. J. Chevalier (1896) précise « Sa famille devait son nom à ce château de Châlus dans le Limousin, devant lequel le légendaire Richard Cœur de Lion avait rencontré la mort », c'est-à-dire Châlus. Henri-Paul-César de Chastellux (1842-1917), dans son Recherches sur les anciens seigneurs de Chastellux (1868), indiquait qu'il s'agissait de Châtelus dans la Creuse, chef-lieu de canton.
Selon de Chastellux, il serait le fils de Raymond de Châtelus et de Madeleine de Saint-Martial. Si l'information n'est pas confirmée, il est par contre le frère de Aymery/Eymeri, archevêque et cardinal,,. Vernet publie ainsi une lettre du pape Clément VI où ce dernier lui exprime sa douleur à l'occasion de la mort de son frère. Certains auteurs anciens les avaient désigné comme cousins.
Félix Vernet (1891), de même que J. Chevalier (1896), le disent, par ailleurs, « compatriote et parent » du pape Clément VI.

### Carrière religieuse
J. Chevalier (1896) résume ainsi sa carrière : « docteur ès décret, prêtre remarquable par son zèle de la religion, d'une vie pure, habile dans les choses spirituelles et temporelles, orné de l'honnêteté des mœurs et du mérite d'autres grandes vertus. »
Il est docteur en décrets,. Deux inventaires ont été réalisés de sa bibliothèque, après sa mort, permettant de lister 44 ouvrages de droit.
Il est prévôt de Roussac (Haute-Vienne), en 1316,.
Proche du Saint-Siège, il est nommé à la tête de plusieurs abbayes en France. Louis Caillet (1975) souligne ainsi qu'il est l'un des collaborateurs préférés du pape Jean XXII. Il est ainsi nommé, le 31 octobre 1316, abbé de Saint-Serge d'Angers, et désigné par le nom Pierre II.  
Le 4 septembre 1321, il est transféré, par décision du pape, à la tête de l'abbaye Saint-Jean-Baptiste de Montolieu, dans le diocèse de Carcassonne.

### Abbé de Cluny
En 1322, il est appelé à diriger l'abbaye de Cluny, à la suite du décès de Raymond Ier de Bonne,,. Il est placé dans le Catalogue sous le nom de Pierre II,.
En tant qu'abbé de Cluny, il doit se rendre régulièrement en Avignon auprès des papes Jean XXII et surtout son parent, Clément VI.
En 1340, il acquiert les ruines du palais des Thermes afin d'en faire un lieu de résidence.
Érudit, il possède une bibliothèque considérable pour l'époque, il possède une collection d'ouvrages sur le droit, mais aussi les arts, comme la peinture, la sculpture ou encore l'orfèvrerie.

### Épiscopat
Clément VI le nomme, par bulle du 11 décembre 1342, évêque de Valence et de Die, afin de succéder à Henri de Villars,. Les actes publiés par le Regeste dauphinois le mentionnent sous les formes « évêque et comte de Valence et Die », voire parfois « prince et comte de Valence et Die ».
En la mi-mai 1343, Pierre de Châtelus tombe malade. Dans une lettre, datée du 4 mars 1344 [sic] — date que l'on retrouve dans le Catalogus de Cluny ou chez le comte de Chastellux (« 4 des nones de mars 1344 ») —, le pape, avide, prévient déjà que l'on s'occupe de « ses biens meubles, au cas où il viendrait à mourir » (notamment de la bibliothèque). Le bruit de sa mort se diffuse à partir de la cour papale. Une seconde lettre du pape nous apprend qu'il est dit mort le 26 juillet 1343. Le 28 décembre 1343, Pierre de Mirabelle lui rend hommage. L'affaire prend fin lorsque le 29 septembre, Pierre de Châtelus paye ses annates. 
Son épiscopat est marqué par la poursuite de la lutte contre les comtes du Valentinois. L'archevêque de Lyon prononce, à l'occasion, une sentence, sur ordre du pape.
En 1349, il perd son frère, Aymery/Eymeri. Il reçoit à cette occasion une lettre de condoléance du pape,.

### Mort et inventaire de ses biens
Pierre de Châtelus semble mourir avant le 28 février 1352. J. Chevalier (1896) indique simplement février 1352. Son corps est inhumé dans la chapelle Saint-Martial de l'abbatiale de Cluny.
Clément VI fait désigner Guillaume de Baume, prieur de Tarascon, afin qu'il se rende à Valence pour « inventorier les biens du défunt et en assurer la transmission à la chambre apostolique ». Les objets sont remis au trésorier du pape, Bertrand de Cosnac. Outre la bibliothèque, on relève également des joyaux.